# Cumbel
Cumbel (, toponimo romancio; in tedesco Cumbels, desueto, ufficiale fino al 1983) è una frazione di 216 abitanti del comune svizzero di Lumnezia, nella regione Surselva (Canton Grigioni).

## Storia

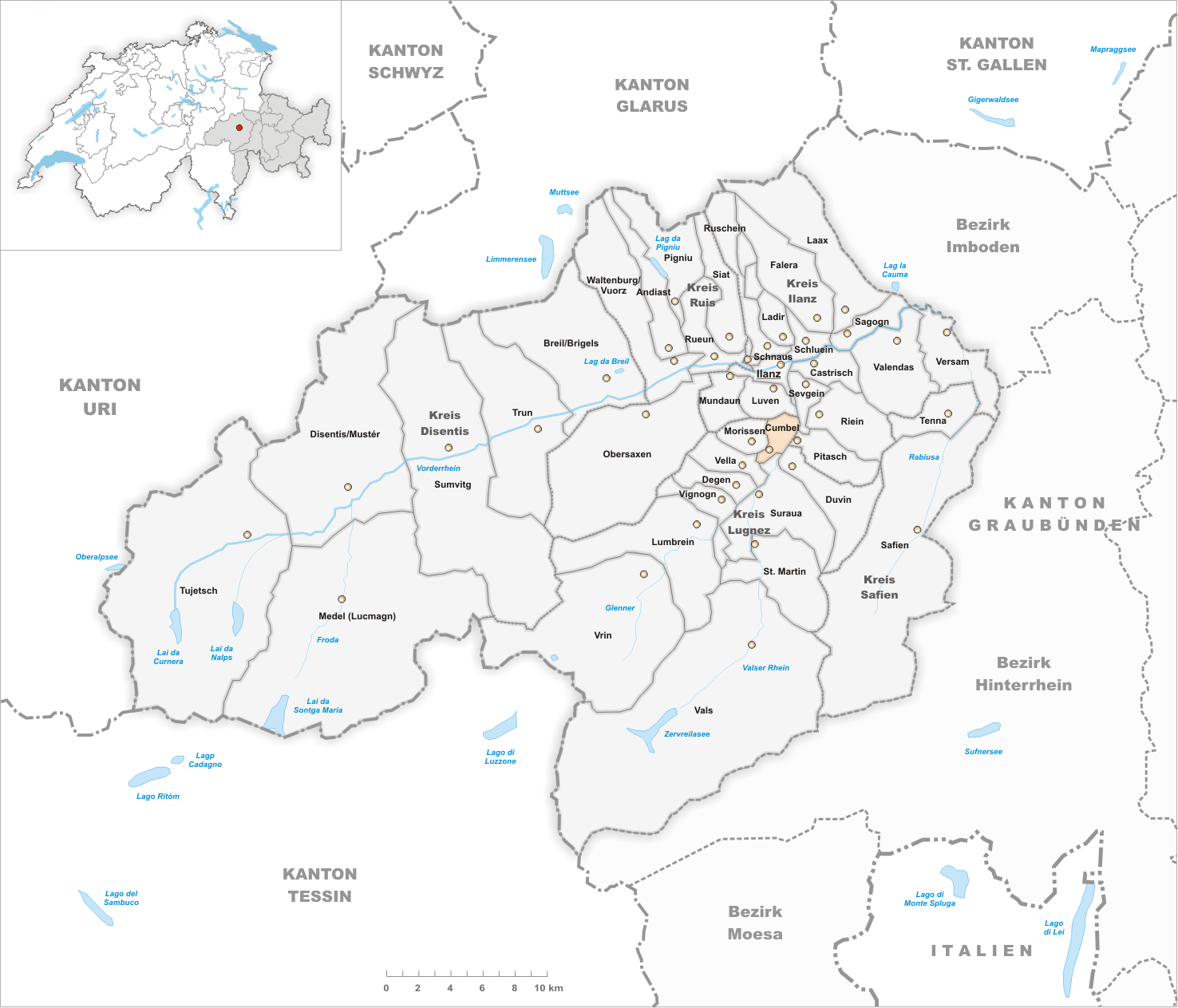
Il territorio del comune di Cumbel prima degli accorpamenti comunali del 2013

Già comune autonomo istituito nel 1851 e che si estendeva per 4,46 km², il 1º gennaio 2013 è stato aggregato agli altri comuni soppressi di Degen, Lumbrein, Morissen, Suraua, Vella, Vignogn e Vrin per formare il nuovo comune di Lumnezia.

## Monumenti e luoghi d'interesse
- Chiesa cattolica di Santo Stefano, eretta nel XVI secolo[2];
- Cappella di San Maurizio, attestata dall'825[2];
- Porta delle Donne[2].

## Società

### Evoluzione demografica
L'evoluzione demografica è riportata nella seguente tabella:
Abitanti censiti